# Суданська футбольна асоціація
Суданська футбольна асоціація (англ. Sudan Football Association, араб. الإتحاد السوداني لكرة القدم‎) — організація, що здійснює контроль та управління футболом у Судані. Штаб-квартира знаходиться в Хартумі. Організація заснована у 1936 році; з 1948 є повноправним членом ФІФА. Поряд із національними асоціаціями Єгипту, Ефіопії та ПАР у 1957 році стала одним із засновників Конфедерації африканського футболу — КАФ. Член Союзу арабських футбольних асоціацій (УАФА).
Асоціація організує діяльність та управляє національними збірними Судану з футболу (чоловічої, жіночої, молодіжними та юнацькими). Під егідою асоціації проводяться чемпіонат, кубок та суперкубок країни.

## Скандал з виборами Президента
6 липня 2017 року FIFA призупинила діяльність асоціації. Судан більше не має права на членство у FIFA, як це визначено в регламенті організації. Суданським клубам тепер заборонено брати участь у змаганнях під егідою FIFA.
Причиною усунення називаються незаконні вибори, через які новим головою асоціації футболу Судану у квітні 2017 року став Абдель Рахман Сір аль-Хатім.